# Corte Chase
La Corte de persecución se refiere a la Corte Suprema de los Estados Unidos desde 1864 hasta 1873, cuando Salmon P. Chase sirvió como el sexto Juez Principal de los Estados Unidos. Chase sucedió a Roger Taney como Juez Principal después del fallecimiento de este último. Nombrado por el presidente Abraham Lincoln, Chase ocupó el cargo de Juez Principal hasta su muerte, momento en el cual Morrison Waite fue nominado y confirmado como su sucesor.
La Corte Chase presidió el fin de la Guerra Civil y gran parte de la Era de la Reconstrucción. Chase representó un cambio completo respecto a Taney, que apoyaba la esclavitud; uno de sus primeros actos como Juez Principal fue admitir a John Rock como el primer abogado afroamericano en argumentar casos ante la Corte Suprema.
Durante el mandato de Chase como Juez Principal, el Congreso aprobó la Ley de Habeas Corpus de 1867, otorgando a la Corte la capacidad de emitir órdenes de habeas corpus para los acusados juzgados por tribunales estatales. La Corte Chase interpretó por primera vez la Decimocuarta Enmienda, y su interpretación restrictiva de la enmienda sería adoptada por cortes posteriores. Como Juez Principal, Chase presidió el juicio de destitución del presidente Andrew Johnson en 1868. También buscó la presidencia dos veces mientras estaba en el cargo; sin éxito, buscó la nominación presidencial demócrata en 1868 y la nominación del Partido Republicano Liberal en 1872.

## Afiliación
La Corte Chase comenzó cuando el presidente Abraham Lincoln nombró a Salmon Chase para reemplazar al Juez Principal Roger Taney, quien falleció en 1864. La Corte Chase comenzó con Chase y nueve Jueces Asociados: James Moore Wayne, John Catron, Samuel Nelson, Robert Cooper Grier, Nathan Clifford, Noah Haynes Swayne, Samuel Freeman Miller, David Davis y Stephen Johnson Field.
Durante el mandato de Chase, el Congreso aprobó dos leyes que establecían el tamaño de la Corte Suprema, en parte para evitar que el presidente Johnson nombrara jueces de la Corte Suprema. La Ley de Circuitos Judiciales de 1866 dispuso la eliminación de tres puestos (que entrarían en vigencia a medida que los jueces en funciones abandonaran la corte), lo que reduciría el tamaño de la corte de diez jueces a siete. Catron falleció en 1865 y no fue reemplazado cuando se aprobó la Ley de Circuitos Judiciales, por lo que su puesto fue abolido al aprobarse la ley. Wayne falleció en 1867, lo que llevó a la abolición de su puesto. Sin embargo, el Congreso aprobó la Ley Judicial de 1869, que establecía el tamaño de la corte en nueve jueces y creaba un nuevo puesto. En 1870, el presidente Ulysses S. Grant nombró a William Strong para reemplazar a Grier y a Joseph P. Bradley para ocupar el nuevo puesto. Bradley fue nominado después de que el Senado rechazara la nominación de Ebenezer R. Hoar por parte de Grant. El Senado también confirmó la nominación de Edwin Stanton para ocupar el puesto de Grier, pero Stanton murió antes de asumir el cargo. Nelson se retiró en 1872 y Grant nombró a Ward Hunt para sucederlo.

### Cronología
Nota: + denota asiento nuevo; − denota asiento abolido

## Otras sucursales
Los presidentes durante este periodo incluyeron a Abraham Lincoln, Andrew Johnson y Ulysses S. Grant. Los congresos durante este periodo incluyeron del 38.º al 43.er Congresos de los Estados Unidos.

## Fallos de la Corte

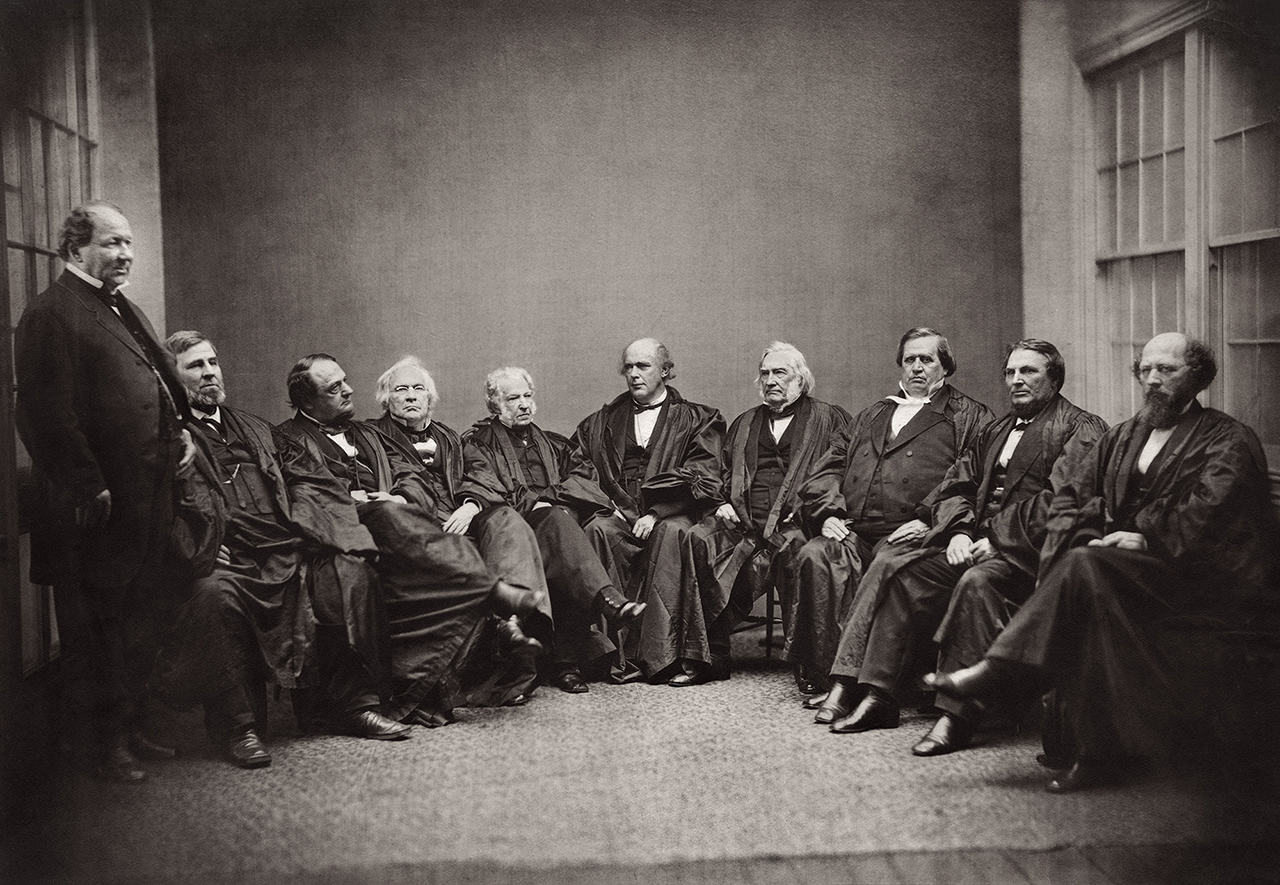
Corte Chase alrededor de 1867.

Los fallos notables del Chase Court incluyen:
- Ex parte Milligan (1866): En una opinión escrita por el juez Davis, la corte dictaminó que los juicios por tribunales militares son constitucionales solo cuando los tribunales civiles no están funcionando y no queda más poder que el militar. El caso surgió a raíz de un tribunal militar de 1864 en Indiana que juzgó a varios disidentes de la Unión.
- Mississippi v. Johnson (1867): En una opinión escrita por el Juez Principal Chase, la corte rechazó una demanda de Mississippi que buscaba obligar al presidente Andrew Johnson a hacer cumplir las leyes de Reconstrucción. La corte sostuvo que la decisión de Johnson de hacer cumplir dichas leyes era discrecional.
- Crandall v. Nevada (1868): En una opinión escrita por el juez Miller, la corte anuló una ley de Nevada que imponía un impuesto de $1 a las personas que salían del estado. La corte sostuvo que el derecho a viajar es un derecho fundamental que no puede ser impedido por los estados.
- Georgia v. Stanton (1868): En una opinión escrita por el juez Nelson, la corte se negó a intervenir en la aplicación de las Leyes de Reconstrucción, sosteniendo que el caso constituía una cuestión política no justiciable.
- Texas v. White (1869): En una opinión escrita por el Juez Principal Chase, la corte sostuvo que la Constitución no permite que los estados se separen legalmente de la Unión. La decisión estableció que todos los actos de secesión confederada eran legalmente nulos.
- Legal Tender Cases (1871): En una serie de opiniones, la corte respaldó la capacidad del gobierno de imprimir papel moneda bajo la Ley de Curso Legal.
- United States v. Klein (1871): En una opinión del Juez Principal Chase, la corte sostuvo que el principio de separación de poderes prohíbe que el Congreso prescriba una regla de decisión que los tribunales federales deben seguir en casos pendientes específicos.
- Slaughter-House Cases (1873): En una decisión de 5 a 4 escrita por el juez Miller, la corte sostuvo que la Decimocuarta Enmienda no afecta el poder de policía de un estado. La decisión eventualmente fue ampliamente revocada por numerosas decisiones de la Corte Suprema que incorporaron la Declaración de Derechos para aplicarse a los gobiernos estatales.

## Otras lecturas
- Abraham, Henry Julian (2008). Justices, Presidents, and Senators: A History of the U.S. Supreme Court Appointments from Washington to Bush II. Rowman & Littlefield. ISBN 9780742558953.
- Blue, Frederick J. (1987). Salmon P. Chase: A Life in Politics. Kent State University Press. ISBN 9780873383400.
- Cushman, Clare (2001). The Supreme Court Justices: Illustrated Biographies, 1789–1995 (2da. edición). Supreme Court Historical Society, Congressional Quarterly Books. ISBN 1-56802-126-7.
- Friedman, Leon; Israel, Fred L., ed. (1995). The Justices of the United States Supreme Court: Their Lives and Major Opinions. Chelsea House Publishers. ISBN 0-7910-1377-4.
- Goldstone, Lawrence (201). Inherently Unequal: The Betrayal of Equal Rights by the Supreme Court, 1865-1903. Walker Books. ISBN 978-0802717924.
- Hall, Kermit L.; Ely, James W. Jr.; Grossman, Joel B., ed. (2005). The Oxford Companion to the Supreme Court of the United States (2da. edición). Oxford University Press. ISBN 9780195176612.
- Hall, Kermit L.; Ely, James W. Jr., ed. (2009). The Oxford Guide to United States Supreme Court Decisions (2da. edición). Oxford University Press. ISBN 978-0195379396.
- Hall, Timothy L. (2001). Supreme Court Justices: A Biographical Dictionary. Infobase Publishing. ISBN 9781438108179.
- Hoffer, Peter Charles; Hoffer, William; Hull, James; Hull, N. E. H. (2018). The Supreme Court: An Essential History (2da. edición). University Press of Kansas. ISBN 978-0-7006-2681-6.
- Howard, John R. (1999). The Shifting Wind: The Supreme Court and Civil Rights from Reconstruction to Brown. SUNY Press. ISBN 9780791440896.
- Hyman, Harold M. (1997). The Reconstruction Justice of Salmon P. Chase In Re Turner and Texas v. White. University Press of Kansas. ISBN 978-0-7006-0835-5.
- Irons, Peter (2006). A People's History of the Supreme Court: The Men and Women Whose Cases and Decisions Have Shaped Our Constitution (Revisada edición). Penguin. ISBN 9781101503133.
- Kens, Paul (1997). Justice Stephen Field: Shaping Liberty from the Gold Rush to the Gilded Age. University Press of Kansas. ISBN 9780700608171.
- Labbé, Ronald M.; Lurie, Jonathan (2005). The Slaughterhouse Cases: Regulation, Reconstruction, and the Fourteenth Amendment. University of Kansas Press. ISBN 9780700614097.
- Lurie, Jonathan (2004). The Chase Court: Justices, Rulings, and Legacy. ABC-CLIO. ISBN 9781576078211.
- martin, Fenton S.; Goehlert, Robert U (1990). The U.S. Supreme Court: A Bibliography. Congressional Quarterly Books. ISBN 0-87187-554-3.
- McGinty, Brian (2009). Lincoln and the Court. Harvard University Press. ISBN 9780674040823.
- Niven, John (1995). Salmon P. Chase: A Biography. Oxford University Press. ISBN 9780199923304.
- Ross, Michael A. (2003). Justice of Shattered Dreams: Samuel Freeman Miller and the Supreme Court during the Civil War Era. LSU Press. ISBN 9780807129241.
- Schwarz, Bernard (1995). A History of the Supreme Court. Oxford University Press. ISBN 9780195093872.
- Tomlins, Christopher, ed. (2005). The United States Supreme Court: The Pursuit of Justice. Houghton Mifflin Harcourt. ISBN 978-0618329694.
- Urofsky, Melvin I. (1994). The Supreme Court Justices: A Biographical Dictionary. Garland Publishing. ISBN 0-8153-1176-1.
- White, Richard (2017). The Republic for Which It Stands: The United States During Reconstruction and the Gilded Age: 1865–1896. Nueva York: Oxford University Press. ISBN 9780190619060.

- Datos: Q23020646